# Russell Trust Association
Russell Trust Association es el nombre de la empresa de New Haven, Connecticut, basada en la sociedad secreta Skull & Bones, constituida en 1856.

## Historia
En 1856 , los Skull and Bones son oficialmente incorporados al Russell Trust, propiedad de William H. Russell, gracias a Daniel Coit Gilman (Bones 1852), presidente fundador de la Universidad Johns Hopkins. El 13 de marzo del mismo año, la organización cambia de cuartel general y se instala en un impresionante edificio del recinto universitario de Yale, pomposamente bautizado «la Tumba». El lugar se llena rápidamente de reliquias guerreras y macabras: pueden verse allí, según los testimonios de algunos miembros, recogidos por Alexandra Robbins, una acumulación de banderas, colgaduras negras, armas recogidas en campos de batalla, calaveras y cráneos de antiguos miembros.
En 1943, por ley especial de la legislatura estatal de Connecticut, a sus síndicos se les concedió la exención de la presentación de informes empresariales al Secretario de Estado, que normalmente es un requisito.
Desde 1978 en adelante, las empresas de la Russell Trust Association fue gestionada por su administrador único, el socio John B. Madden Jr de Brown Brothers Harriman & Co  Madden se inició con Brown Brothers Harriman, en 1946, bajo la tutela del socio principal Prescott Bush, padre de George H. W. Bush.
En la Forma 9902004 del 2004, la Russell Trust Association informó de 3.205.143 dólares en activos netos.  
El sector empresarial y político de la red de Skull & Bones es muy detallado en la exposición del estudioso Antony C. Sutton de la Hoover Institution, America's Secret Establishment. Las actividades encubiertas de red de las organizaciones sociales vinculadas a la Russell Trust incluyen el Deer Island Club, que también funciona como una corporación.

## Financiamiento
Otra fuente de fondos: los Rockefeller. Percy Rockefeller fue miembro de la Orden y vinculó la organización a las propiedades de la Standard Oil. Otra importante familia ligada a los Skull & Bones es la de los Morgan. J.P. Morgan no fue nunca miembro de la sociedad, pero Harold Stanley, miembro del equipo dirigente del Morgan’s Guaranty Trust, perteneció a ella desde 1908. W. Averell Harriman, de la promoción de 1913, fue también miembro del consejo administrativo, al igual que H.P. Whitney y su padre, W.C. Whitney. Es también de forma indirecta que la organización ha podido beneficiarse con fondos de la familia Ford, aparentemente en contra de la opinión de la misma. McGeorge Bundy, miembro de los Skull & Bones, fue en efecto presidente de la Fundación Ford de 1966 a 1978, después de haber sido asesor para la Seguridad Nacional bajo John F. Kennedy y Lyndon Johnson.